# Melpomene michaelis
Melpomene michaelis là một loài dương xỉ trong họ Polypodiaceae. Loài này được Lehnert mô tả khoa học đầu tiên năm 2008.